# Snagit
Snagit (anteriormente SnagIt) es un software de captura y grabación de pantalla para Windows y macOS. Es creado y desarrollado por TechSmith y se lanzó por primera vez en 1990. Snagit está disponible en español, inglés, francés, alemán, japonés y portugués.
Snagit reemplaza la función de impresión de pantalla nativa (print screen en inglés) y la amplía con características adicionales.

## Funciones
Las funciones están estructuradas en torno a los 3 pasos principales del flujo de trabajo del software: capturar, editar y compartir.
El primer paso es capturar una imagen (o grabar un vídeo) con Snagit Capture. Esto se logra a través de una variedad de métodos de captura de imágenes, incluida la selección de pantalla completa, la selección de regiones específicas, la selección de menús, la digitalización de textos (OCR con "Extraer texto"/Grab text en inglés) y la selección panorámica. Alternativamente, el software puede grabar un vídeo (de una región específica o de pantalla completa).
El segundo paso es editar en Snagit Editor la imagen capturada donde se puede cambiar el tamaño, anotar o darle algunos otros efectos (límites...). Otra función es crear un vídeo a partir de imágenes capturadas (con comentarios de voz grabados en todas las imágenes).
El tercer paso es compartir la imagen (o vídeo) producido, como un archivo local (PNG, JPEG, HEIF, WebP, MP4...), a otra aplicación (Microsoft Outlook, Apple Mail, Camtasia...) o cargarlo en línea (YouTube, Google Drive, FTP...).
Aunque la mayoría de las características principales son idénticas entre las dos versiones del software (Windows y Mac), hay algunos efectos que son específicos de una u otra versión (por ejemplo, el efecto de marca de agua solo está disponible en Windows y el efecto de reflejo es solo disponible en Mac).

## Snagit Capture
Snagit Capture (Ventana y widget de captura) es el programa de captura de imágenes y vídeos de Snagit. Hay accesos directos disponibles para acelerar el proceso de captura.

## Snagit
Snagit incluye Snagit Editor, que es el programa de edición de imágenes y vídeos de Snagit. El editor se puede usar para realizar cambios en las capturas de pantalla, incluida la adición de flechas, anotaciones y llamadas. Otras funciones del software permiten la creación de tutoriales (usando la herramienta Paso y/o usando la herramienta Simplificar, que le permite crear interfaces de usuario simplificadas) y ofrece garantías de confidencialidad (áreas borrosas, recortar las imágenes). Las funciones de edición de vídeo son básicas y limitadas (recortar vídeos).
Snagit también incluye la Biblioteca (para almacenar las imágenes y vídeos editados) y los Destinos de uso compartido (para publicar imágenes y vídeos).
Snagit Capture File .snagx es un formato de archivo compatible multiplataforma que se utiliza para almacenar capturas de imágenes (tanto en Windows como en Mac). Snagit 2021 (y versiones anteriores) almacenó capturas de imágenes en formatos .snag (Windows) y .snagproj (Mac) (estos dos formatos de archivo no eran compatibles).
Las grabaciones de vídeos se almacenan en formato .mp4 en la Biblioteca de Snagit.

## TechSmith Fusible (Android e iOS)
Snagit puede conectarse a través de Wi-Fi a la aplicación TechSmith Fuse. Las imágenes, vídeos y grabaciones de pantalla almacenados en dispositivos móviles se pueden enviar directamente a la Biblioteca de Snagit.